# Juego de deducción social

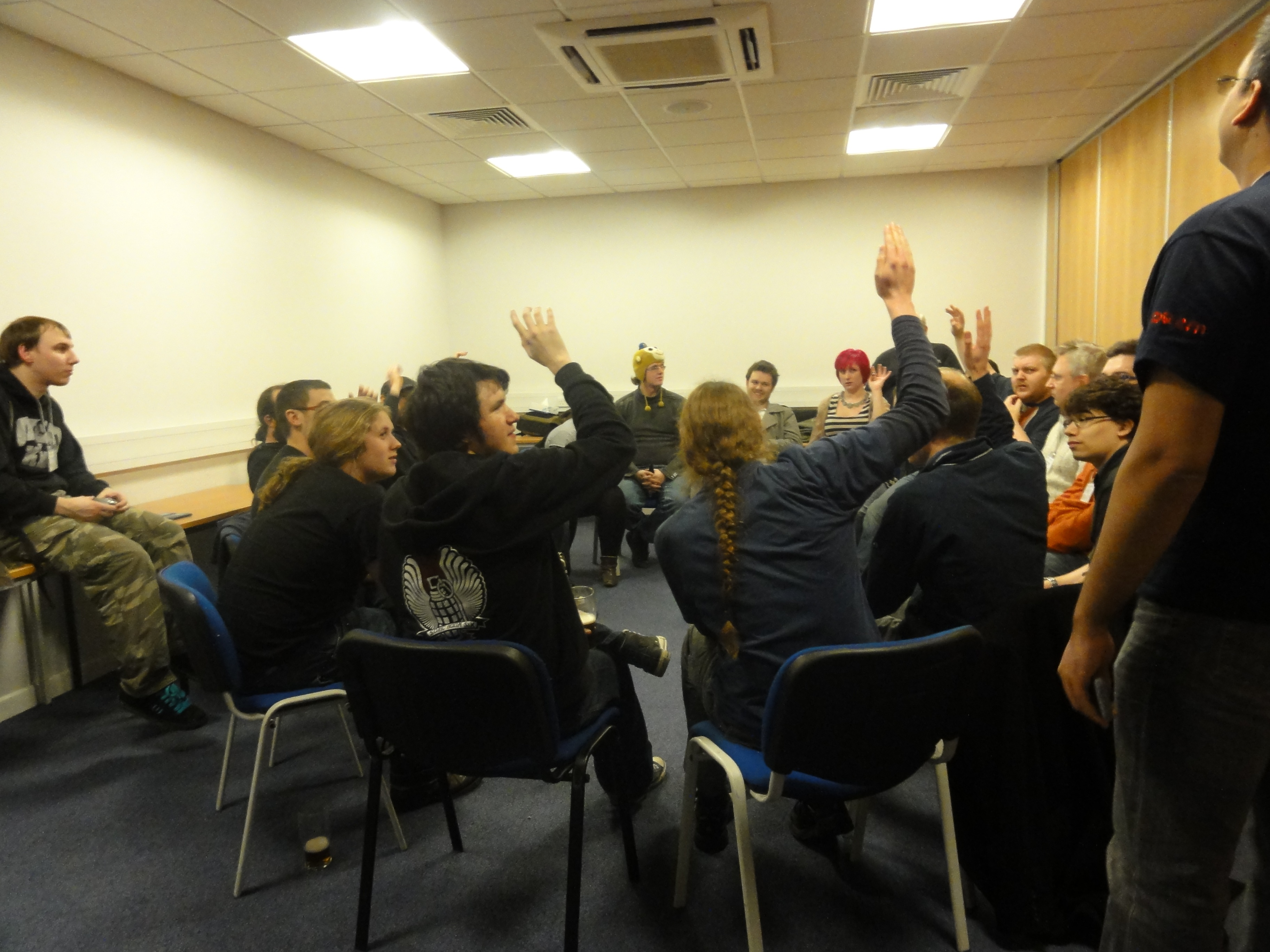
Jugadores votando en un juego de Werewolf.

Un juego de deducción social es un juego en el que los jugadores intentan descubrir el papel oculto de los demás o la lealtad al equipo. Por lo general, estos juegos se juegan con equipos, con un equipo considerado «bueno» y otro «malo». Durante el juego, los jugadores pueden usar la lógica y el razonamiento deductivo para tratar de deducir los roles de los demás, mientras que otros jugadores pueden fanfarronear para evitar que los jugadores sospechen de ellos. 
Ejemplos de juegos de deducción social incluyen Mafia, en el que solo la mafia sabe quienes son y cuáles son los roles de los jugadores de la mafia, Bang!, en el que solo todos conocen el papel del sheriff, y Secret Hitler, en el que solo los fascistas saben quiénes son los fascistas. Otros juegos de deducción social incluyen The Resistance, A Fake Artist Goes to New York, Coup, Deception: Murder in Hong Kong, Dracula's Feast, The Chameleon, Two Rooms and a Boom, Spyfall 2, Love Letter, Witch Hunt y Crossfire . 
Los juegos de deducción social se han adaptado a los videojuegos en numerosas ocasiones a través de mods o juegos completos. El mod de Garry's Mod Trouble in Terrorist Town es un ejemplo notable. Otros incluyen Town of Salem, el modo Phantom mod de StarCraft II y muchos más. 
Un elemento importante de la estrategia en algunos juegos de deducción social es determinar cuánto tiempo permanecer en la propia historia a la luz de la información obtenida de otros jugadores. Se ha sugerido una búsqueda de árbol de Monte Carlo para tomar decisiones en juegos de deducción social, como The Resistance: Avalon.

## Juegos notables
- Mafia (1986)[8]
- Werewolf (de mediados a finales de la década de 1990)

### Juegos en línea
- Among Us[9]
- Town of Salem (1 y 2)